# Sturla Ottesen
Pour les articles homonymes, voir Ottesen.
Sturla Ottesen, né le 25 mai 2001 en Norvège, est un footballeur norvégien qui évolue au poste d'arrière droit au SC Cambuur.

## Biographie

### En club
Sturla Ottesen est formé par le Kjelsås Fotball (en), et après un passage au FK Lyn il retourne au Kjelsås Fotball et y commence sa carrière. Le club évolue en troisième division norvégienne lorsqu'il joue son premier match, le 14 avril 2019 contre Asker Fotball (en). Il est titularisé lors de cette rencontre remportée par son équipe sur le score de trois buts à un. Grâce à ses prestations au cours de la saison 2019, Ottesen est élu talent de l'année en troisième division norvégienne.
Le 5 octobre 2020, Sturla Ottesen rejoint le Stabæk Fotball. Le défenseur de 19 ans se dit ravi de rejoindre un club qui fait confiance aux jeunes joueurs,.
Il joue son premier match dans l'Eliteserien lors de sa première apparition sous ses nouvelles couleurs, en étant titularisé face à l'Aalesunds FK, le 18 octobre 2020. Stabæk s'impose ce jour-là sur le score de quatre buts à zéro.
Ottesen inscrit son premier but pour Stabæk le 22 septembre 2021, face au Strømsgodset IF, lors d'un match de coupe de Norvège. Son équipe s'incline par cinq buts à un ce jour-là.
Le 5 février 2024, Sturla Ottesen rejoint les Pays-Bas en signant en faveur du SC Cambuur pour un contrat d'un an et demi, soit jusqu'en juin 2025.

### En sélection
Il est sélectionné avec l'équipe de Norvège des moins de 20 ans depuis septembre 2021.